# Rhinolophus robinsoni
Rhinolophus robinsoni (K. Andersen, 1918) è un Pipistrello della famiglia dei Rinolofidi diffuso in Indocina.

## Descrizione

### Dimensioni
Pipistrello di piccole dimensioni, con la lunghezza dell'avambraccio tra 43 e 46 mm, la lunghezza della coda tra 19 e 25 mm, la lunghezza del piede di 9 mm, la lunghezza delle orecchie tra 19 e 23 mm e un peso che arriva fino a 8,9 g.

### Aspetto
Le parti dorsali variano dal marrone al bruno-rossastro, mentre le parti ventrali sono leggermente più chiare. Le orecchie sono grandi, con la punta smussata e un antitrago prominente. La foglia nasale presenta una lancetta grigio scura, più chiara al centro, larga e triangolare, un processo connettivo con il profilo arrotondato, una sella larga alla base che si allarga ancora di più al centro per poi stringersi verso l'estremità. La porzione anteriore è larga, copre interamente il muso ed ha una foglietta supplementare sotto di essa. Il labbro inferiore ha tre solchi longitudinali. La coda è lunga ed inclusa completamente nell'ampio uropatagio. Il primo premolare superiore è situato lungo la linea alveolare.

## Biologia

### Comportamento
Si rifugia nei crepacci e ammassi rocciosi, talvolta anche sotto le fronde delle palme da cocco.

### Alimentazione
Si nutre di insetti.

## Distribuzione e habitat
Questa specie è diffusa nella Thailandia peninsulare, nella Penisola malese ed alcune isole adiacenti. Un individuo è stato probabilmente catturato in Vietnam ma non è nota la località esatta.
Vive nelle foreste decidue miste e in quelle di Dipterocarpi di pianura.

## Tassonomia
Sono state riconosciute 3 sottospecie:
- R.r.robinsoni: Thailandia peninsulare e Penisola malese occidentale;
- R.r.klossi (Andersen, 1918): Tioman, Pulau Pemanggil, Pulau Aur;
- R.r.thaianus (Hill, 1992): Thailandia settentrionale e centrale.

## Conservazione
La IUCN Red List, considerato che si tratta di una specie rara e probabilmente soggetta ad un declino di circa il 30% negli ultimi 10 anni a causa della perdita del proprio habitat, classifica R.robinsoni come specie prossima alla minaccia di estinzione (Near Threatened).